# De Strook
De Strook est une localité située dans la commune néerlandaise de Hollands Kroon, dans la province de la Hollande-Septentrionale.

## Notes et références

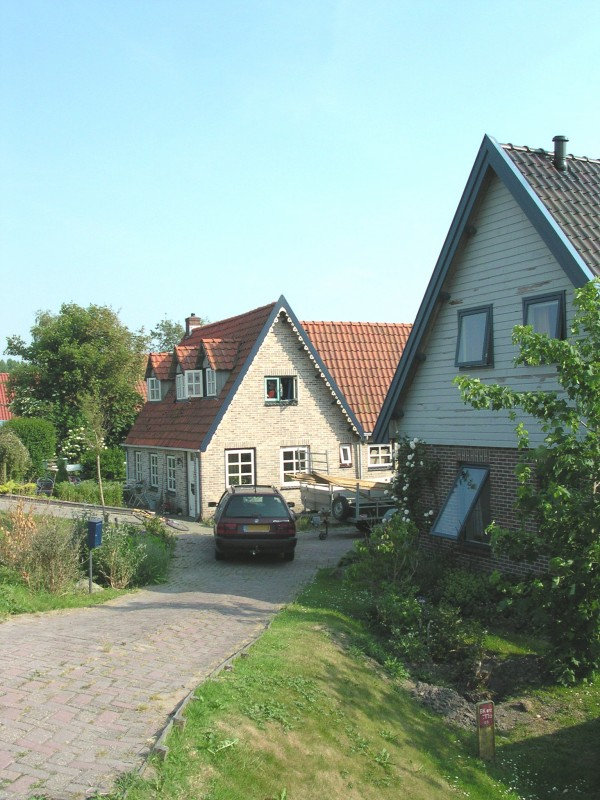
Maisons à la digue